# Ópera do Malandro (filme)
Ópera do Malandro é um filme franco-brasileiro de 1985, do gênero musical, dirigido pelo diretor luso-brasileiro Ruy Guerra.
O filme é uma adaptação cinematográfica da peça musical homônima de Chico Buarque de Hollanda, que por sua vez foi inspirada no clássico de John Gay e no musical A Ópera dos Três Vinténs, de Bertolt Brecht e Kurt Weill.

## Sinopse
Nos anos 40, um malandro elegante (e também uma popular figura do boêmio bairro carioca da Lapa), explora uma cantora de cabaré e vive de pequenos truques enganadores. Até que surge Ludmila, a filha do dono do cabaré, que pretende tirar proveito da guerra fazendo contrabando.

## Resumo e Análise
A Ópera do Malandro, continua fazendo parte de um Brasil conhecido pela maioria dos brasileiros.
Um cafetão de nome Duran, que se passa por um grande comerciante, e sua mulher Vitória, que do nome nada herdou. Vitória era uma cafetina que, na realidade, vivia da comercialização do corpo. A sua filha Teresinha era apaixonada por uma patente superior, Max Overseas, que vive de golpes e conchavos com o chefe de polícia Chaves. Outras personagens são as prostitutas, apresentadas como vendedoras de uma butique, e a travesti Geni, que só serve para apanhar, cuspir e "dar para qualquer um".
A peça se passa na década de 1940, tendo como pano de fundo a legalidade do jogo, a prostituição e o contrabando. Mostra um contexto bem parecido com nosso terceiro milênio, em que temos o jogo do bicho, o cassino online, entre outros tantos; as prostitutas do calçadão de Copacabana, o contrabando nas ruas de CDs e DVDs.
Qual seria o significado do nome Overseas? Se analisarmos o nome "overseas" lexicalmente, veremos que "over" significa "além" e "seas" oceanos. Logo, aglutinando as duas palavras, teremos como conclusão além dos oceanos, ou seja, além dos mares, além das fronteiras. Reparem que no final ele se lança em transações além mar, ultrapassando as fronteiras, inclusive da legalidade, espalhando a sua malha de negócios, agora legais, com dois grandes ex-amigos: o gigolô Duran e o delegado Chaves, cognominado Tigrão (curiosamente, os jogos de aposta no Brasil no terceiro milênio são conhecidos popularmente como tigrinho.
Todas as músicas são da autoria de Chico Buarque que, por sua genialidade, consegue harmonizá-las com o texto. Na música Geni e o Zepelim, Geni, é uma travesti, fato que só descobrimos assistindo à peça. Geni, em princípio, não serve para nada. Todavia, quando o comandante de um zepelim reluzente resolve bombardear a cidade, mudando de ideia apenas se tiver uma noite de amor com a travesti, todos resolvem pedir-lhe para ceder aos caprichos do comandante. As músicas seguem os compassos binário (2/4), terciário (3/4) e quaternário (4/4).

## Elenco
| - Edson Celulari.... Max Overseas - Cláudia Ohana.... Ludmila Struedel - Elba Ramalho.... Margot - Fábio Sabag.... Otto Struedel - J.C. Violla.... Geni - Wilson Grey.... Sátiro - Maria Sílvia.... Victoria Struedel - Ney Latorraca.... Tigrão - Cláudia Jimenez.... Fiorella - Andréia Dantas.... Fichinha - Ilva Niño.... Dóris - Zenaide.... Dorinha Tubão - Djenane Machado.... Shirley Paquete - Katia Bronstein.... Mimi Bibelô | - Lutero Luiz.... Porfírio - Bernard Seygnoux - Conceição Senna - John Doo - Paulo Henrique - Mauro Gorini - Carlos Loffler - Candido Damm - Angel Morsi.... Prostituta - Ângela de Castro.... Prostituta - Denise Telles.... Prostituta - Letícia B. de Mello.... Prostituta - Lia Rodrigues.... Prostituta - Valéria Rowena.... Prostituta |